# Soluzione di Hartmann
La soluzione di Hartmann, o composto di sodio lattato, è una soluzione isotonica cristalloide da usarsi per via endovenosa. È usata per rimpiazzare i fluidi corporei e sali minerali che possono essere persi per numerose ragioni mediche.
La soluzione di Hartmann è particolarmente indicata qualora le perdite fossero in concomitanza con un'acidosi.
Viene spesso preferita alla normale soluzione fisiologica, specie se debbono essere infusi importanti volumi (come nel caso di gravi traumi), per il possibile rischio di una acidosi metabolica ipercloremica. Su questo aspetto non esiste ancora concordanza di vedute.

## Storia
Nel 1932 un medico pediatra americano, Alexis Hartmann (1898-1964), modificò la nota soluzione di Ringer proponendo l'aggiunta di lattato di sodio al fine di fornire all'organismo dei suoi giovani pazienti un tampone efficace per contrastare l'acidosi metabolica.
Hartmann pubblicò i suoi tre più importanti lavori sul metabolismo dell'acido lattico nel 1932 con il collega M.J.C. Senn (che successivamente sarebbe divenuto un neuropsichiatra infantile) alla età di 34 anni.

## Contenuto
Un litro di soluzione di Hartmann contiene:
- 131 mEq di ioni sodio (Na+)
- 111 mEq di ioni cloruro (Cl-)
- 29 mEq di lattato (acido lattico)
- 5 mEq di ioni potassio (K+)
- 4 mEq di ioni calcio (Ca2+)

Solitamente il sodio, il cloro, il potassio e il lattato provengono dal sodio cloruro (NaCl), dal sodio lattato (NaC3H5O3), cloruro di calcio CaCl2 e il cloruro di potassio (KCl).

## Controindicazioni ed effetti collaterali
La soluzione di Hartmann non dovrebbe essere somministrata ai pazienti affetti da diabete mellito, dal momento che uno degli isomeri del lattato è gluconeogenico .
L'uso dovrebbe inoltre essere evitato in pazienti con congestione cardiaca, attacco ischemico (pregresso o in corso), patologie epatiche dovute ad assunzione di alcool o severa riduzione della funzione renale.
Come qualsiasi altro medicinale anche la soluzione di Hartmann è gravata da alcuni effetti indesiderati. In particolare si possono verificare: tremore alle mani, gonfiore della mani e dei piedi dovuto a ritenzione di liquidi. In alcune rari casi la ritenzione di liquidi si può estendere anche ai polmoni con conseguente difficoltà respiratoria (dispnea). Altri manifestazioni possono essere nausea, vomito, dolori alla testa, vertigini, sonnolenza, confusione mentale. Gli effetti avversi locali possono consistere in flebite o gonfiore in prossimità del sito di iniezione.